# Аккаргинский сельский округ
Аккаргинский сельский округ (каз. Аққарға ауылдық округі) — административная единица в составе Житикаринського района Костанайской области Казахстана. Административный центр и единственный населенный пункт — село Аккарга .

## Население
Населения округа — 750 человек (2009 год, 965 человек в 1999 году).